# هنري الرابع، كونت لوكسمبورغ
هنري الرابع (1112 - 14 أغسطس 1196) لُقب بـ الكفيف، كان كونت لوكسمبورغ منذ 1136 حتى وفاته وكونت نامور منذ 1139 حتى تنازله في 1189، هو ابن غودفري الأول، كونت نامور وإرميسيند من لوكسمبورغ ابنة كونراد الأول، كونت لوكسمبورغ.
حصل على لوكسمبورغ بعد وفاة ابن خاله كونراد الثاني دون ورثة في 1136، بعد الموافقة عليه من قبل إمبراطور لوثر الثاني ولاحقاً من الإمبراطور فريدريك الأول، وبعد ثلاثة سنوات ورث نامور عن والده.
تزوج في 1157 من لوريتا ابنة تييري كونت فلاندرز ومارغريت دي كليرمون ولكنهم انفصلوا في 1163 دون أية أطفال، عين هنري صهره بالدوين الرابع، كونت هينو زوج شقيقته أليس وريثه، ولكن مع وفاته في 1171 عين ابنهما بالدوين الخامس، وفي 1171 تزوج من أغنيس  ابنة هنري الأول، كنت خيلدرز في 1184 تركها وانكر زواجها ومع ذلك استطعت الرجوع عليه لاحقاً، في سبتمبر 1186 انجبت له ابنته الوحيدة إرميسيند أثرت ولادته شكوكاً في خط الخلافة، بحيث اعتبر أن عهده لـ بالدوين باطلاً ولاغياً، وتعهد بزواج ابنته من هنري الثاني، كونت شامبانيا، ومع ذلك بالدوين ما زال يدعى حقه في ذلك إلى أن تنازل له هنري عن نامور، وبينما ترث إرميسيند دوربي ولاروش ولوكسمبورغ التي عادت بعد وفاته إلى التاج الإمبراطوري.
في 1189 تم إلغاء الزواج المخطط بين إرميسيند وهنري الثاني، وبدلا من ذلك تزوجت من ثيوبالد الأول، كونت بار، توفي في 1196 عادت لوكسمبورغ إلى تاج الإمبراطوري بحيث سلمها الإمبراطور هنري السادس إلى شقيقه أوتو ولكن مع وفاة هذا الأخير أكدت ابنته حقها في الكونتية وبدأ حكمها من 1197 حتى وفاتها في 1247.